# JFreeChart
JFreeChart est une API Java permettant de créer des graphiques et des diagrammes de très bonne qualité. Cette API est open source et sous licence LGPL. En revanche, la documentation est payante.